# Rachel Keller
Rachel Rye Keller (Los Ángeles, California; 25 de diciembre de 1992) es una actriz estadounidense, reconocida por su papel de Simone Gerhardt en la serie Fargo y por su papel protagonista en la serie Legión, ambas del canal FX.

## Biografía

### Primeros años
Keller nació en Los Ángeles y fue criada en Saint Paul, Minnesota. Asistió al Saint Paul Conservatory for Performing Artists y se graduó en 2014 de la Universidad Carnegie Mellon.

### Carrera
Luego de registrar apariciones menores en algunas series de televisión y cortometrajes, Keller obtuvo en 2015 un papel recurrente en la segunda temporada de la serie de televisión Fargo y dos años después protagonizó la serie Legión, creada también por el escritor Noah Hawley. En 2019 interpretó a Cassandra Pressman en el seriado The Society y un año después apareció en la serie Dirty John en el papel de Linda Kolkena.
En el 2022 apareció en el film A Man Called Otto, interpretando a la novia y esposa de un joven Otto, papel que es interpretado por el menor de los hijos de Tom Hanks, Truman Theodore Hanks.   

## Filmografía

### Cine
| Año  | Título                               | Rol                      | Notas            |
| ---- | ------------------------------------ | ------------------------ | ---------------- |
| 2012 | Still Adore You                      | Chica de los cigarrillos | Cortometraje     |
| 2012 | Flutter                              | Kayli                    | Cortometraje     |
| 2014 | Hollidaysburg                        | Tori                     |                  |
| 2016 | Wig Shop                             | Shoshana                 | Cortometraje     |
| 2018 | Write When You Get Work              | Ruth Duffy               |                  |
| 2019 | In the Shadow of the Moon (película) | Jean                     |                  |
| 2022 | A Man Called Otto                    | Sonia                    | Elenco principal |

### Televisión
| Año       | Título        | Rol                  | Notas                     |
| --------- | ------------- | -------------------- | ------------------------- |
| 2015      | The Mentalist | Anne                 | Episodio "White Orchids"  |
| 2015      | Supernatural  | Hermana Mathias      | Episodio "Paint it Black" |
| 2015      | Fargo         | Simone Gerhardt      | 7 episodios               |
| 2017-2019 | Legión        | Sydney "Syd" Barrett | Elenco principal          |
| 2019      | The Society   | Cassandra Pressman   | Elenco principal          |
| 2020      | Dirty John    | Linda Kolkena        | Elenco principal          |
| 2022-2024 | Tokyo Vice    | Samantha             | Elenco principal          |